# Prowincja Nowy Jork
Prowincja Nowy Jork (ang. Province of New York) – brytyjska kolonia, która istniała w czasach przed wojną o niepodległość, mniej więcej na obszarze obecnego stanu Nowy Jork. Ponadto prowincja obejmowała swym terytorium dzisiejsze stany: New Jersey i Vermont, a także część Massachusetts oraz Maine. Nazwa prowincji została nadana, gdy Brytyjczycy zdobyli kolonię na Holendrach w 1664 na cześć brata króla Karola II, Jamesa, księcia Yorku.

## Historia
Prowincja została utworzona z części dawnego terytorium Nowej Holandii po tym jak w 1664 roku siły brytyjskie zajęły Nowy Amsterdam. Wprowadzono na zdobytych terenach brytyjski ład, stworzono zarządy hrabstw i Zgromadzenie Prowincji (ang. Provincial Assembly). Kontynuowali jednak holenderską politykę osiedlania w koloniach przedstawicieli sekt chrześcijańskich (w tym także założycieli New Rochelle). Brytyjczycy zajęli także miejsce Holendrów w sojuszu z Irokezami przeciwko Nowej Francji. Alians ten przyniósł sukces w wojnie o kolonie amerykańskie, w której pod dowództwem Williama Johnsona, podbito Kanadę.
W 1776 roku Zgromadzenie Prowincji odmówiło przyłączenia się do rewolucji amerykańskiej. Zbuntowani mieszkańcy prowincji powołali Kongres Prowincji w Kingston. W 1777 roku ogłosili deklarację niepodległości stanu Nowy Jork i jako podstawę ustroju nowego państwa ogłosili Konstytucję Nowego Jorku, zastępując „nadanie kolonialne” (ang. Colonial Charter). Oznaczało to jednocześnie przystąpienie wraz z pozostałymi 12 koloniami do wojny o niepodległość. W 1788 roku stan Nowy Jork ratyfikował Konstytucję Stanów Zjednoczonych i jednocześnie przystąpił do nich.

## Nadanie kolonialne
Dokument regulujący ustrój Prowincji Nowy Jork dzielił ją na 12 hrabstw:
- hrabstwo Albany – północna i zachodnia część obecnego stanu. Formalnie także tereny stanu Vermont (wówczas zbuntowana i uznająca jedynie tzw. New Hampshire Grants). Wschodnią granicą był Atlantyk.
- hrabstwo Cornwall – obecnie jest to terytorium Maine. Przekazane Kolonii Massachusetts w 1692.
- hrabstwo Dukes – wyspy: Elizabeth, Martha’s Vineyard, Nuntacket na wschód od Long Island. Przekazane kolonii Massachusetts w 1691 r.
- hrabstwo Dutchess – obecnie hrabstwa Dutchess i Putnam.
- hrabstwo Kings – obecnie hrabstwo Kings i Brooklyn.
- hrabstwo New York – obecnie hrabstwo New York i Manhattan.
- hrabstwo Orange – obecnie hrabstwa Orange i Rockland.
- hrabstwo Queens – obecnie hrabstwa Queens i Nassau.
- hrabstwo Richmond – obecnie hrabstwo Richmond i wyspa Staten.
- hrabstwo Suffolk – obecnie Suffolk County.
- hrabstwo Ulster – obecnie hrabstwa Ulster i Sullivan, część dawnego terytorium należy obecnie do hrabstw Delaware i Greene.
- hrabstwo Westchester – obecnie hrabstwa Bronx i Westchester.

## Gubernatorzy Prowincji Nowy Jork
| #  | portret | gubernator                      | objął urząd | opuścił urząd | uwagi                                                     |
| -- | ------- | ------------------------------- | ----------- | ------------- | --------------------------------------------------------- |
| 1  |         | Richard Nicolls (1624–1672      | 1664        | 1668          | jako gubernator wojskowy                                  |
| 2  |         | Francis Lovelace (1621–1675)    | 1668        | 1673          |                                                           |
| 3  |         | Anthony Colve                   | 1673        | 1674          | jako przedstawiciel restaurowanego zarządu holenderskiego |
| 4  |         | Edmund Andros (1637–1714)       | 1674        | 1683          |                                                           |
| 5  |         | Anthony Brockholls (ok. 1656)   | 1681        | 1683          | pełniący obowiązki                                        |
| 6  |         | Thomas Dongan (1634–1715)       | 1683        | 1688          |                                                           |
| 7  |         | Francis Nicholson (1655-1728)   | 1688        | 1691          | de facto do czerwca 1689 r.                               |
| 8  |         | Jacob Leisler (ok. 1640–1691)   | 1688        | 1691          | w trakcie rebelii                                         |
| 9  |         | Henry Sloughter (zm. 1691)      | 1691        | 1691          |                                                           |
| 10 |         | Richard Ingoldesby (zm. 1719)   | 1691        | 1692          | pełniący obowiązki                                        |
| 11 |         | Benjamin Fletcher (1640–1703)   | 1692        | 1697          |                                                           |
| 12 |         | Richard Coote (ok. 1636–1700/1) | 1698        | 1700/1        |                                                           |
| 13 |         | John Nanfan (1688–1702)         | 1701        | 1702          | pełniący obowiązki                                        |
| 14 |         | Edward Hyde (1661-1723)         | 1702        | 1708          |                                                           |
| 15 |         | John Lovelace (1672–1709)       | 1708        | 1709          |                                                           |
| 16 |         | Pieter Schuyler (1657–1724)     | 1708        | 1709          | pełniący obowiązki                                        |
| 17 |         | Richard Ingoldesby (zm. 1719)   | 1708        | 1709          | pełniący obowiązki                                        |
| 18 |         | Gerardus Beekman (1653–1723)    | 1709        | 1710          | pełniący obowiązki                                        |
| 19 |         | Robert Hunter (1664–1734)       | 1710        | 1719          |                                                           |
| 20 |         | Pieter Schuyler (1657–1724)     | 1719        | 1720          | pełniący obowiązki                                        |
| 21 |         | William Burnet (1687/8–1729)    | 1720        | 1728          |                                                           |
| 22 |         | John Montgomerie (zm. 1731)     | 1728        | 1731          |                                                           |
| 23 |         | Rip Van Dam (ok. 1660–1749)     | 1731        | 1732          | pełniący obowiązki                                        |
| 24 |         | William Cosby (1690–1736)       | 1732        | 1736          |                                                           |
| 25 |         | George Clarke (1676–1760)       | 1736        | 1743          | pełniący obowiązki                                        |
| 26 |         | George Clinton (ok. 1686–1761)  | 1743        | 1753          |                                                           |
| 27 |         | Danvers Osborn (1715–1753)      | 1753        | 1753          |                                                           |
| 28 |         | James De Lancey (1703–1760)     | 1753        | 1755          | pełniący obowiązki                                        |
| 29 |         | Charles Hardy (ok. 1714–1780)   | 1755        | 1758          |                                                           |
| 30 |         | James De Lancey (1703–1760)     | 1758        | 1760          | pełniący obowiązki                                        |
| 31 |         | Cadwallader Colden (1688–1776)  | 1760        | 1762          | pełniący obowiązki                                        |
| 32 |         | Robert Monckton (1726–1782)     | 1762        | 1763          |                                                           |
| 33 |         | Cadwallader Colden (1688–1776)  | 1763        | 1765          | pełniący obowiązki                                        |
| 34 |         | Henry Moore (1713–1769)         | 1765        | 1769          |                                                           |
| 35 |         | Cadwallader Colden (1688–1776)  | 1769        | 1770          | pełniący obowiązki                                        |
| 36 |         | John Murray (1730–1809)         | 1770        | 1771          |                                                           |
| 37 |         | William Tryon (1729–1788)       | 1771        | 1774          |                                                           |
| 38 |         | Cadwallader Colden (1688–1776)  | 1774        | 1775          | pełniący obowiązki                                        |
| 39 |         | William Tryon (1729–1788)       | 1775        | 1780          |                                                           |
| 40 |         | James Robertson (1717–1788)     | 1780        | 1783          | jako gubernator wojskowy                                  |
| 41 |         | Andrew Elliot (1728–1797)       | 1783        | 1783          | jako gubernator wojskowy                                  |